# Leichtathletik-Europameisterschaften 1971/50 km Gehen der Männer

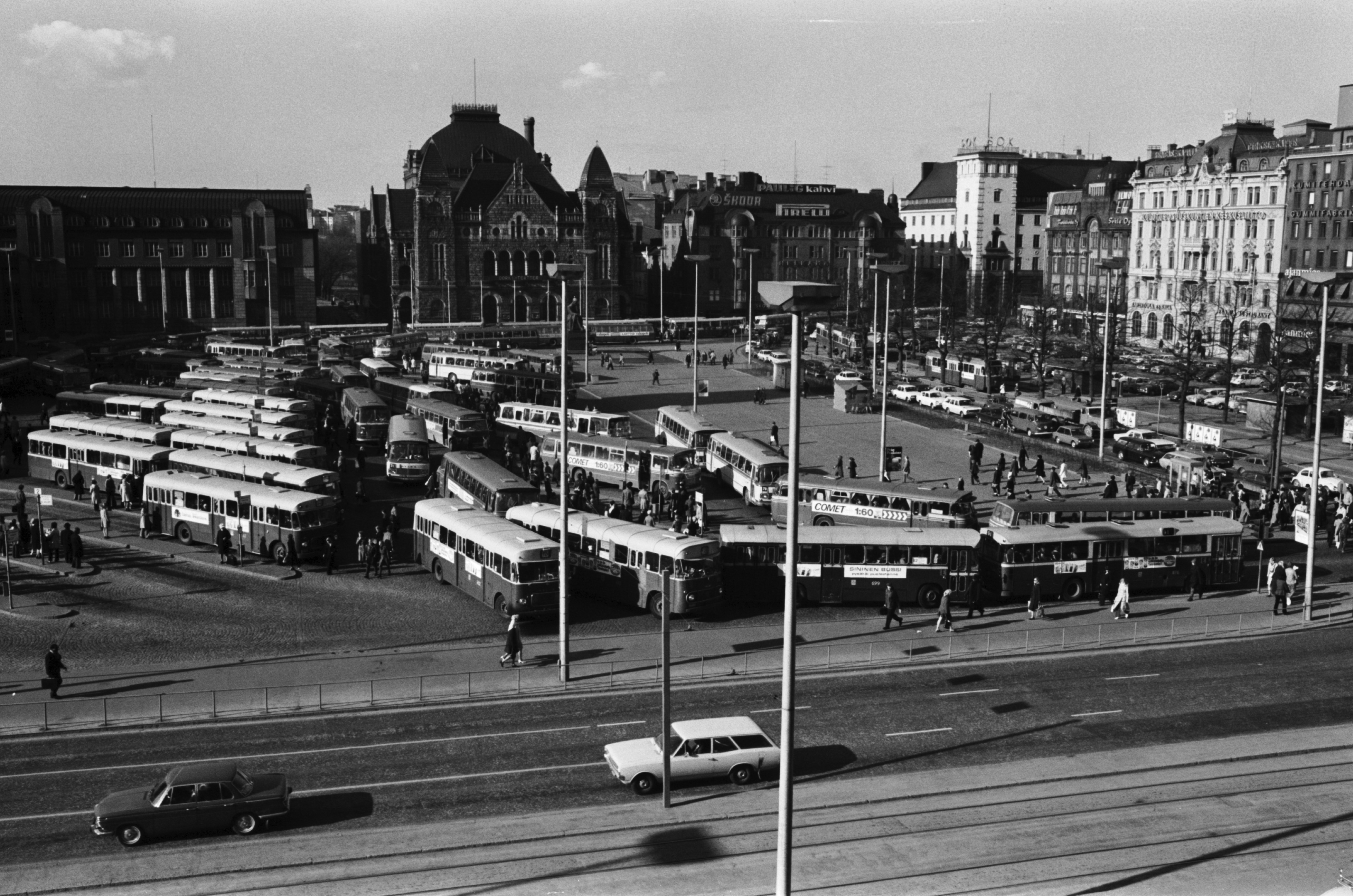
Der Bahnhofsplatz (Rautatientori) von Helsinki im Jahr 1971

Das 50-km-Gehen der Männer bei den Leichtathletik-Europameisterschaften 1971 wurde am 14. August 1971 in den Straßen Helsinkis ausgetragen.
In diesem Wettbewerb errangen die DDR-Geher mit Silber und Bronze zwei Medaillen. Europameister wurde der EM-Dritte von 1969 Weniamin Soldatenko aus der Sowjetunion. Er gewann vor dem Titelverteidiger und Olympiasieger von 1968 Christoph Höhne. Bronze ging an den Vizeeuropameister von 1969 Peter Selzer.

## Rekorde / Bestleistungen
Anmerkung:

Rekorde wurden damals im Marathonlauf und Straßengehen wegen der unterschiedlichen Streckenbeschaffenheiten mit Ausnahme von Meisterschaftsrekorden nicht geführt.

### Bestehende Rekorde / Bestleistungen
| Weltbestzeit         | 3:55:36 h   | Gennadi Agapow  | Alma-Ata, Sowjetunion (heute Kasachstan) | 17. Oktober 1965   |
| Europabestzeit       | 3:55:36 h   | Gennadi Agapow  | Alma-Ata, Sowjetunion (heute Kasachstan) | 17. Oktober 1965   |
| Meisterschaftsrekord | 4:13:32,8 h | Christoph Höhne | EM Athen, Griechenland                   | 18. September 1969 |

### Rekordverbesserung
Der sowjetische Europameister Weniamin Soldatenko verbesserte den bestehenden Meisterschaftsrekord im Wettkampf am 14. August um 11:10,8 Minuten auf 4:02:22,0 h. Zur Welt- und Europabestzeit fehlten ihm 6:46,0 Minuten.

## Durchführung
In diesem Wettbewerb gab es keine Vorrunde, alle 25 Geher traten gemeinsam zum Finale an.

## Ergebnis

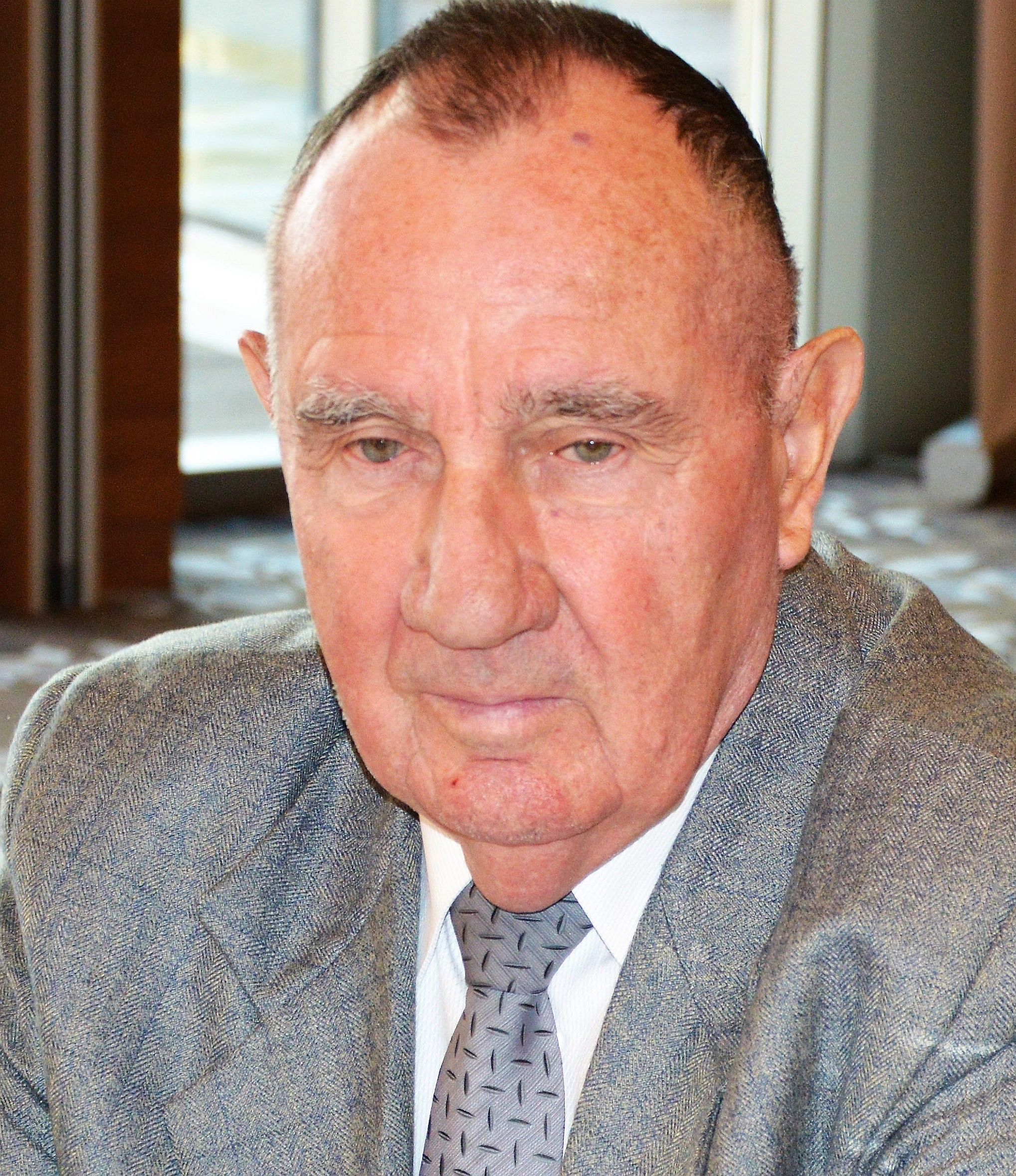
Nach Platz elf über die Distanz von zwanzig Kilometern belegte Antal Kiss (hier im Jahr 2013) Rang achtzehn im Wettbewerb über fünfzig Kilometer

14. August 1971, 13:00 Uhr
| Platz | Name                | Nation           | Zeit (h)     |
| ----- | ------------------- | ---------------- | ------------ |
| 1     | Weniamin Soldatenko | Sowjetunion      | 4:02:22,0 CR |
| 2     | Christoph Höhne     | DDR              | 4:04:45,2    |
| 3     | Peter Selzer        | DDR              | 4:06:11,0    |
| 4     | Otto Bartsch        | Sowjetunion      | 4:09:14,4    |
| 5     | Winfried Skotnicki  | DDR              | 4:10:22,0    |
| 6     | Bernhard Nermerich  | BR Deutschland   | 4:11:44,0    |
| 7     | Igor Della-Rossa    | Italien          | 4:12:08,6    |
| 8     | Abdon Pamich        | Italien          | 4:14:36,2    |
| 9     | Stefan Ingvarsson   | Schweden         | 4:14:56,0    |
| 10    | Charles Sowa        | Luxemburg        | 4:15:59,0    |
| 11    | János Dalmati       | Ungarn           | 4:16:59,6    |
| 12    | Alexandr Bílek      | Tschechoslowakei | 4:17:36,4    |
| 13    | Gerhard Weidner     | BR Deutschland   | 4:17:40,8    |
| 14    | Örjan Andersson     | Schweden         | 4:20:04,8    |
| 15    | Vittorio Visini     | Italien          | 4:20:45,8    |
| 16    | Bob Dobson          | Großbritannien   | 4:21:15,0    |
| 17    | Daniel Björkgren    | Schweden         | 4:26:39,6    |
| 18    | Antal Kiss          | Ungarn           | 4:26:53,6    |
| 19    | Nesty Fischer       | Frankreich       | 4:28:18,4    |
| 20    | Manfred Aeberhard   | Schweiz          | 4:35:45,6    |
| 21    | Alfred Badel        | Schweiz          | 4:43:12,0    |
| DNF   | Tore Brustad        | Norwegen         |              |
| DNF   | Ron Wallwork        | Großbritannien   |              |
| DNF   | Herbert Meier       | BR Deutschland   |              |
| DNF   | Carl Lawton         | Großbritannien   |              |

## Video
- EUROPEI DI HELSINKI 1971 MARCIA 50 KM SOLDATENKO, youtube.com, abgerufen am 27. Juli 2022